# 더글러스 와일더
로렌스 더글러스 와일더(Lawrence Douglas Wilder, 1931년 1월 17일 ~)는 아프리카계 미국인으로서 처음으로 주지사에 당선된 민주당 정치인이며, 버지니아주의 첫 흑인 주지사 (1990년 ~ 1994년)였다.  주지사에서 물러난 후에 리치먼드의 시장 (2005년 ~ 2009년)을 지냈다.

## 어린 시절과 교육
버지니아주 리치먼드에서 로버트와 뷸라 와일더에게 태어난 와일더는 7명의 형제·자매가 있었으며 그들은 노예들의 손자·손녀들이었다. 부친이 보험 회사 외판원이며 모친은 가정부로 그의 부모는 둘다 일을 하였다.
그는 흑인 대학으로 알려졌던 버지니아 유니언 대학교에서 수학하였고, 구두닦이와 웨이터로 일하면서 자신의 수업료를 벌었다.  1951년 와일더는 화학 학사와 함께 졸업하였다. 미국 육군으로 징병된 그는 한국 전쟁에서 전투를 보았다.  그는 훌륭하게 싸웠고, 1953년 자신의 제대 무렵 중사 계급에 도달하였다.
그는 주립 검시관 사무소를 위하여 일하였고, 동시에 화학에서 자신의 석사를 위하여 수학하였다.  1956년 와일더는 마음이 변하여 법률을 전공하기로 결정하였다.  그는 하워드 대학교 로스쿨에 입학하여 1959년 졸업하였다.

## 경력

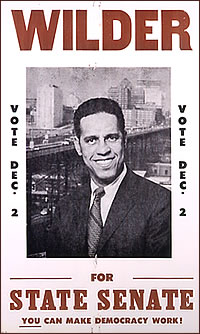
1969년 와일더의 버지니아주 입법부 선거 운동 포스터

와일더는 리치먼드에서 자신의 법률 실행을 설립하여 몇년간 일하였다.  1969년 그는 민주당 소속으로서 버지니아주 입법에서 의석을 이겨 자신의 정치 경력이 시작되었다. 그는 자신의 드러남을 얻고 자신을 자신의 유권자로 알려기제 만드는 데 세월 동안 열심히 일을 하였고, 1985년 그는 버지니아주의 부지사의 역할로 선출되었다.
와일더의 경력은 지속되었고, 1989년 버지니아주의 첫 아프리카계 미국인 지사가 되었다.  주지사로서 그는 부지런히 일하여 범죄, 총기 규제와 대중 교통 같은 문제들을 해결하였다.  그는 또한 버지니아주를 아파르트헤이트 정책으로 항의로서 남아프리카공화국에서 전체의 투자들을 흘리는 데 첫 남부의 주가 되는 것으로 이끌기도 하였다.  주지사로서 그의 기간은 1994년에 끝났다.
2004년 11월 와일더는 리치먼드의 시장으로 선출되었다.  그는 4년동안 시장직을 보유하였으나 2008년 선거에서 다시 출마하는 데 추구하지 않았다.  정계 은퇴 후에 그는 부교수로 일하였다. 그는 L. 더글러스 와일더 정부 공공 활동 학교에서 일을 하며 그의 전문 분야는 공공 정책이다.
와일더는 또한 특별한 경우에 버지니아주의 신문들을 위하여 쓰기도 한다.  그는 2001년 미국 국립 노예제 박물관을 설립하였으나 그 박물관은 2011년 파산을 신청하고 말았다. 2015년 그는 자신의 저서 〈버지니아주의 아들 : 미국의 정계에서 일생〉을 발간하였다. 오디오와 비디오 카세트들을 포함한 그의 문서들은 L. 더글러스 와일더 도서관과 버지니아 유니언 대학교의 학습 센터에 간직되었다.

## 수상과 영예
자신의 수상과 영예들 중에 와일더는 버지니아 커먼웰스 대학교, 노퍽 주립 대학교와 햄프턴 대학교를 포함한 몇몇의 대학들에서 자신의 이름을 딴 건물들을 가졌다.  와일더는 자신의 군사 복무로 동성훈장이 수여되었고, 1990년 전미 흑인 지위 향상 협회에 의하여 스핑건 메달이 수여되었다.

## 개인 생활
1958년 와일더는 유니스 몽고메리와 결혼하였다. 부부는 함께 3명의 자녀를 두었으나 1978년 이혼하고 말았다.

## 역대 선거 결과
| 선거명      | 직책명                        | 대수  | 정당   | 득표율 | 득표수    | 결과 | 당락                 |
| ----------- | ----------------------------- | ----- | ------ | ------ | --------- | ---- | -------------------- |
| 1971년 선거 | 상원의원 (버지니아 제9선거구) | 137대 | 민주당 | 99.97% | 11,083표  | 1위  | 버지니아 주의원 당선 |
| 1975년 선거 | 상원의원 (버지니아 제9선거구) | 139대 | 민주당 | 99.96% | 9,111표   | 1위  | 버지니아 주의원 당선 |
| 1979년 선거 | 상원의원 (버지니아 제9선거구) | 141대 | 민주당 | 99.96% | 10,921표  | 1위  | 버지니아 주의원 당선 |
| 1983년 선거 | 상원의원 (버지니아 제9선거구) | 143대 | 민주당 | 99.83% | 7,646표   | 1위  | 버지니아 주의원 당선 |
| 1985년 선거 | 버지니아 부지사               | 35대  | 민주당 | 51.84% | 685,329표 | 1위  | 버지니아 부지사 당선 |
| 1989년 선거 | 버지니아 주지사               | 66대  | 민주당 | 50.13% | 896,936표 | 1위  | 버지니아 주지사 당선 |
| 1994년 선거 | 상원의원 (버지니아 제1부)     | 104대 | 무소속 | 0.01%  | 113표     | 5위  | 낙선                 |
| 2004년 선거 | 리치먼드 시장                 | 78대  | 무소속 | 78.53% | 55,319표  | 1위  | 리치먼드 시장 당선   |